# Senecio salicifolia
Senecio salicifolia là một loài thực vật có hoa trong họ Cúc. Loài này được Pers. miêu tả khoa học đầu tiên năm 1807.